# Lobeira
Lobeira – gmina w Hiszpanii, w prowincji Ourense, w Galicji, o powierzchni 68,88 km². W 2011 roku gmina liczyła 909 mieszkańców.